# دلمن
الدُّلْمَن أو الدُّولمن أو المناطير: ويسميها بعض الناس في الوقت الحاضر بالمناطير، وهي طاولات حجرية ضخمة مكونة من الصخور الصوانية الكبيرة والتي يصل أبعدها (1,5-2-3) وهي تشكل ما يشبه الغرف الصغيرة، لم يترك الذين أنشئوها نقشا أو علامة واحدة عليها، ظاهرة تستحق الوقوف عندها والتأمل فيها.
منتشرة في العديد من مناطق الأردن لكنها متميزة في أشكالها، وكثرة تواجدها على سفوح تلال قرى وبلدات محافظة أربد، فقد حملت العديد من التسميات المحلية فمنهم من أطلق عليها القلاع المتراكبة، ومنهم من أسماها التصاريف ومنهم من أسماها أيضا بيت الغولة، ومنهم من أطلق عليها اسم النصب التذكارية، ولا شك أن هذه التسميات لم تأت من فراغ فلا بد أنها تحمل قصصاً وحكايات لدى السكان المحليين الذين نشأوا على هذهِ الأرض، ووجدوها أمام أعينهم بهذه الوضعية التي لايعرفون أسرارها والغاية التي بنيت من أجلها، فمنهم من حلل وجودها بأنها عبارة عن إشارات للاتصال فيما بينهم ومنهم من قال بأنها أقيمت كمذابح خاصة يذبح عليها فوق الطاولة كشعائر دينية يتقربون بها إلى الله، ومنهم من قال عنها بأنها مدافن وبعضهم ربطها بالديانات القديمة أمثال العالم الإنجليزي (رايت) الذي حاول ربطها بأناس ورد ذكرهم في التوراة أو ما يذكر بجيل العمالقة أو الزمزميين الذين تواجدوا في السعودية والأردن، وغير ذلك من التكهنات والمقترحات حول وظيفة هذه النصب الحجرية، ويمكن القول أنها لم تنشأ عبثاً، ولم يقدم منشؤوها على تركيبها بهذه الصورة بلا سبب.
أن الأردن من أكثرالمناطق تأثرا بهذه الظاهرة، علما بان تواجد الدُلمَن في محيط حفرة الانهدام يبدأ من شمال سوريا حتى معان جنوب الأردن وان وجدت في مناطق أخرى مثل لبنان والسعودية والبحرين واليمن وتونس والجزائر وجنوب أفريقيا وكذلك بريطانيا، حيث اهتم البريطانيون بهذه النصب التي أطلقوا عليها ستون هينجز وعملوا قصة كبيرة من حقل صغير موجود هناك يدر عليهم دخلا عاليا من المال لقاء ما يجنونه
من مرتاديه من السياح، وقد كان من ضمن أهم المواقع التاريخية المشهورة على مستوى العالم التي نافست بان تكون إحدى عجائب الدنيا السبعة لعام 2007.
ينتشر العشرات منها شمال بلدة جحفية ولكن الزحف العمراني قد دمر العديد منها حيث أزيلت تماماً، وهي مكونة من الحجارة، ومن المرجح أنها استخدمت كقبور لجماعات بشرية كانت تهاجر من شمال المملكة إلى جنوبها وفلسطين في العصر البرونزي الدور الأول-الثاني، وقد انتشرت «الدُلمَن» في مناطق مختلفة من الأردن مثل حقل داميا وحسبان وأربد، وقد دلت الحفريات التي أجريت أنها تعود إلى العصر البرونزي المبكر الأول-الثاني، أي حوالي 2900 ق.م. ونقلت بعض (الدُّلمَن) من جحفية إلى موقع كلية الآثار في جامعة اليرموك وأعيد تركيبها هناك للزائرين.

## دراسة أصل الكلمة
كلمة دُلمَن لها تاريخ غير واضح. دخلت الكلمة علم الآثار عندما استخدمها Théophile Corret de la Tour d'Auvergne لوصف المقابر الصغرى في كتابه «أصول الجنين» (1796) باستخدام الدلمن الإملائي (تم تقديم الإملاء الحالي بعد حوالي عقد من الزمان وأصبح معيارًا باللغة الفرنسية بحلول عام 1885 تقريبًا). لا يذكر قاموس أوكسفورد الإنجليزي "dolmin" باللغة الإنجليزية ويعطي أول اقتباس له عن "dolmen" من كتاب عن بريتاني في عام 1859، واصفًا الكلمة «المصطلح الفرنسي، الذي يستخدمه بعض المؤلفين الإنجليز، للحصول على cromlech .». من المفترض أن يكون الاسم مشتقًا من مصطلح اللغة البريتونية الذي يعني «طاولة حجرية» ولكن شكك في ذلك، ويصف مكتب المفتش العام أصله على أنه «فرنسي حديث». قال كتاب عن آثار الكورنيش من عام 1754 أن المصطلح الحالي في لغة الكورنيش من أجل cromlech كان tolmen («ثقب الحجر») وقال مكتب المفتش العام «هناك سبب للاعتقاد بأن هذا كان المصطلح استنساخه غير دقيق من قبل Latour d ' Auvergne كدولمين، وسوء استخدامه من قبله وعلماء الآثار الفرنسيين الخلف إلى cromlech». ومع ذلك فقد حلت الآن محل cromlech باعتباره المصطلح الإنجليزي المعتاد في علم الآثار، عندما لا يتم استخدام البدائل التقنية والوصفية.

## الأنواع
- دولمين العظمى
- قبر المرور
- الدُّلمَن المضلع
- دُلمَن مستطيلة أو مكبرة أو موسعة
- دُلمَن بسيط

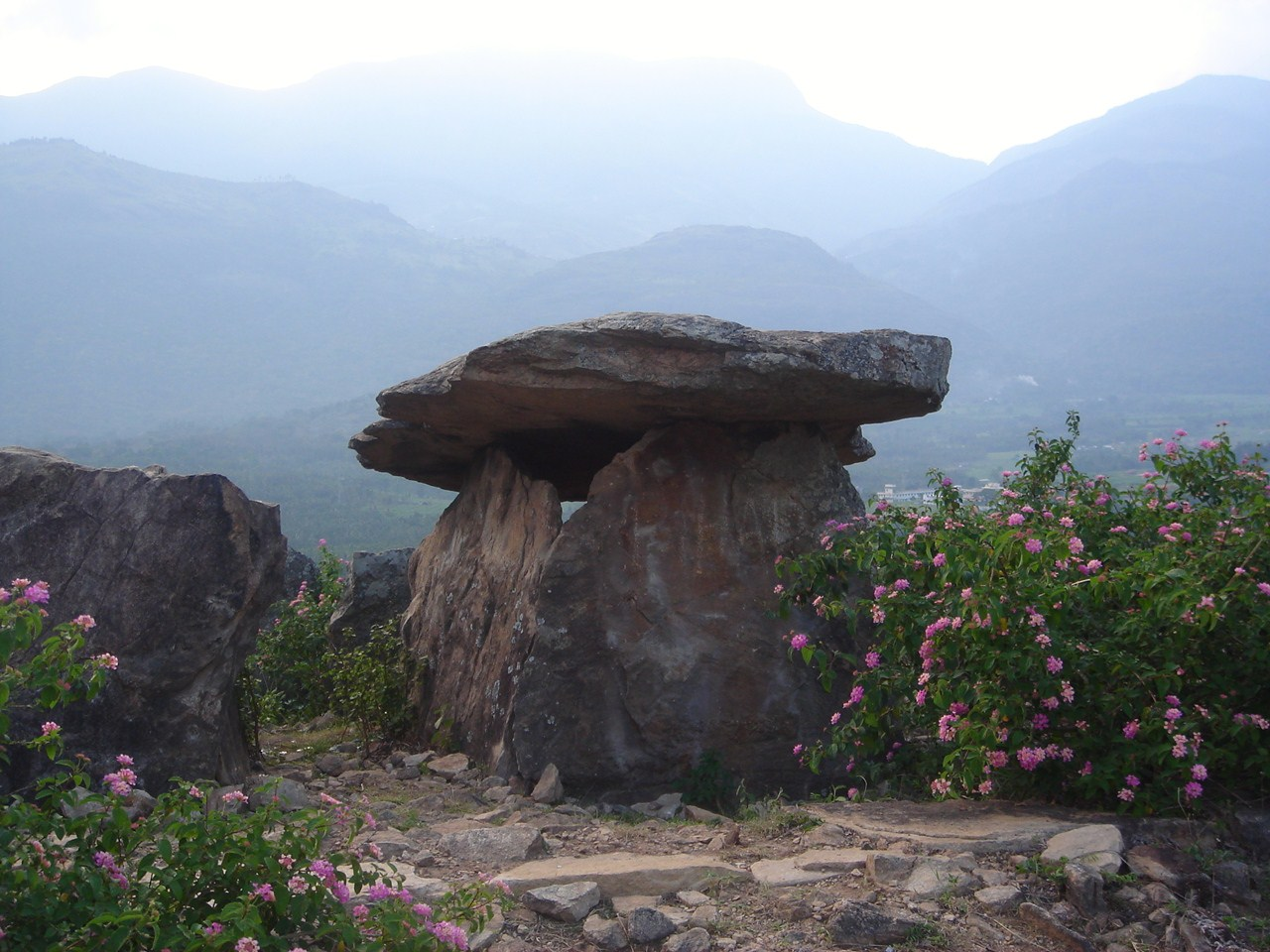
A dolmen erected by Neolithic people in Marayur، كيرلا.
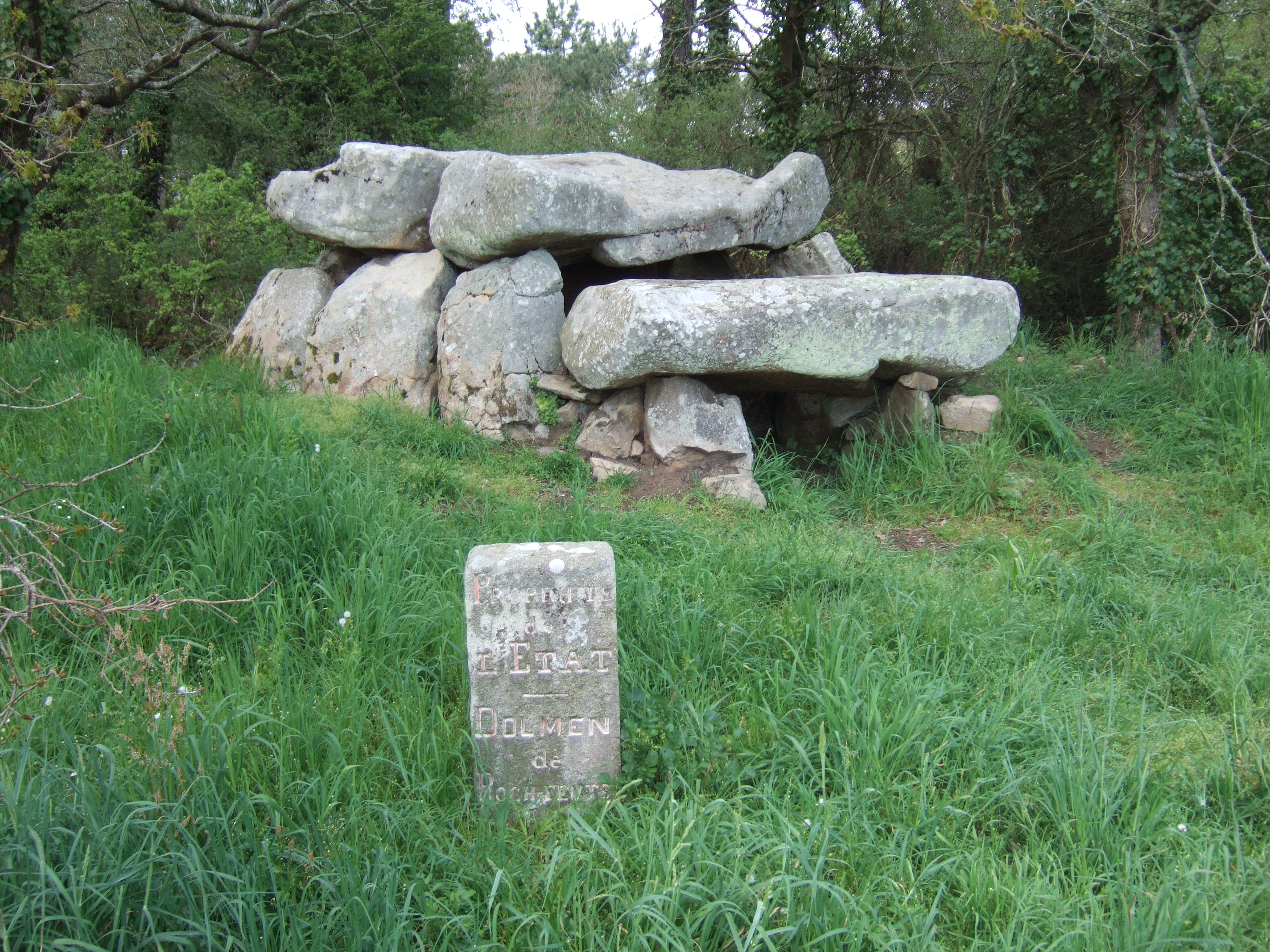
The dolmen Er-Roc'h-Feutet in كارناك، بريتاني, France
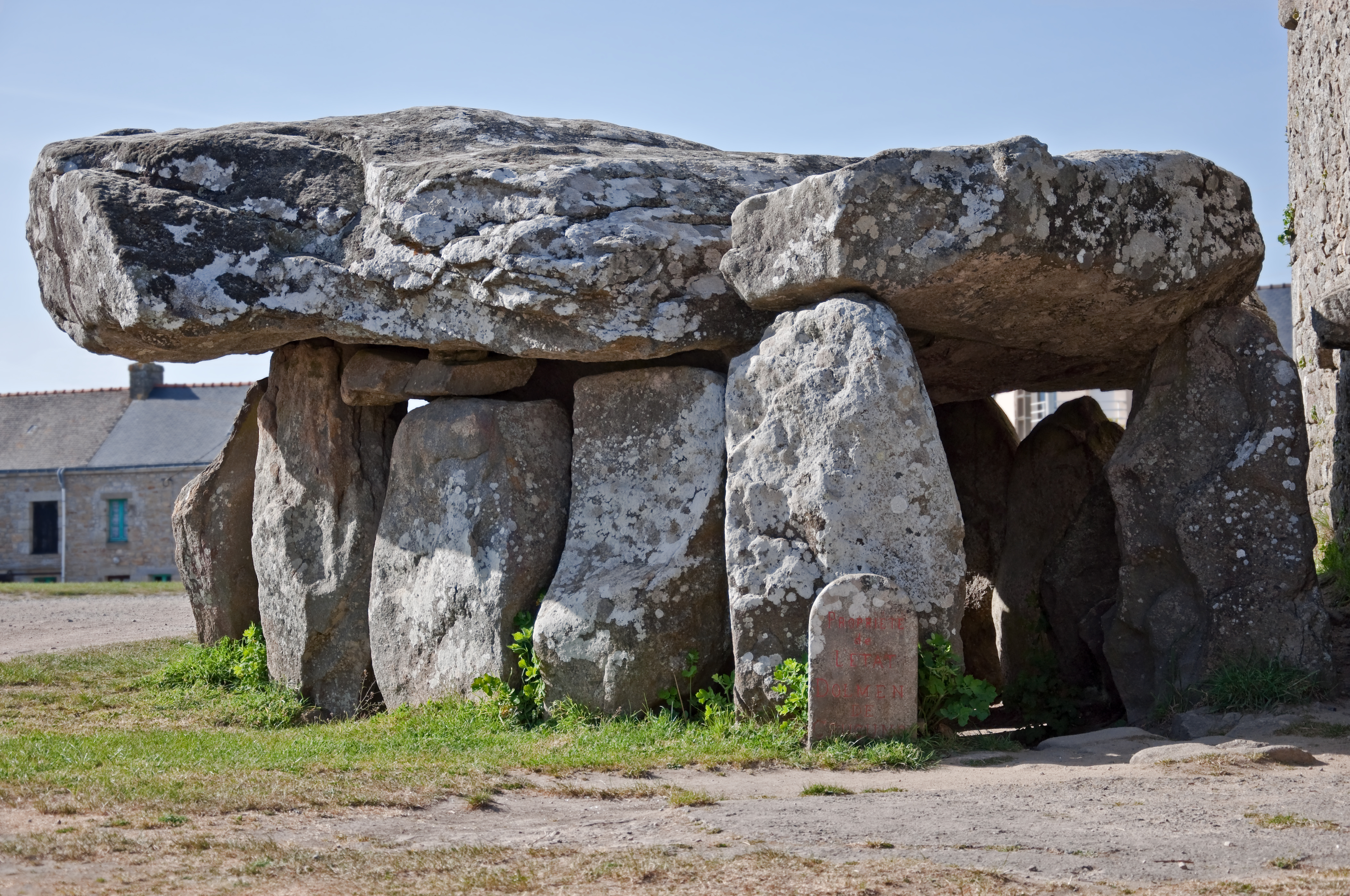
Crucuno dolmen in Plouharnel, Brittany, France
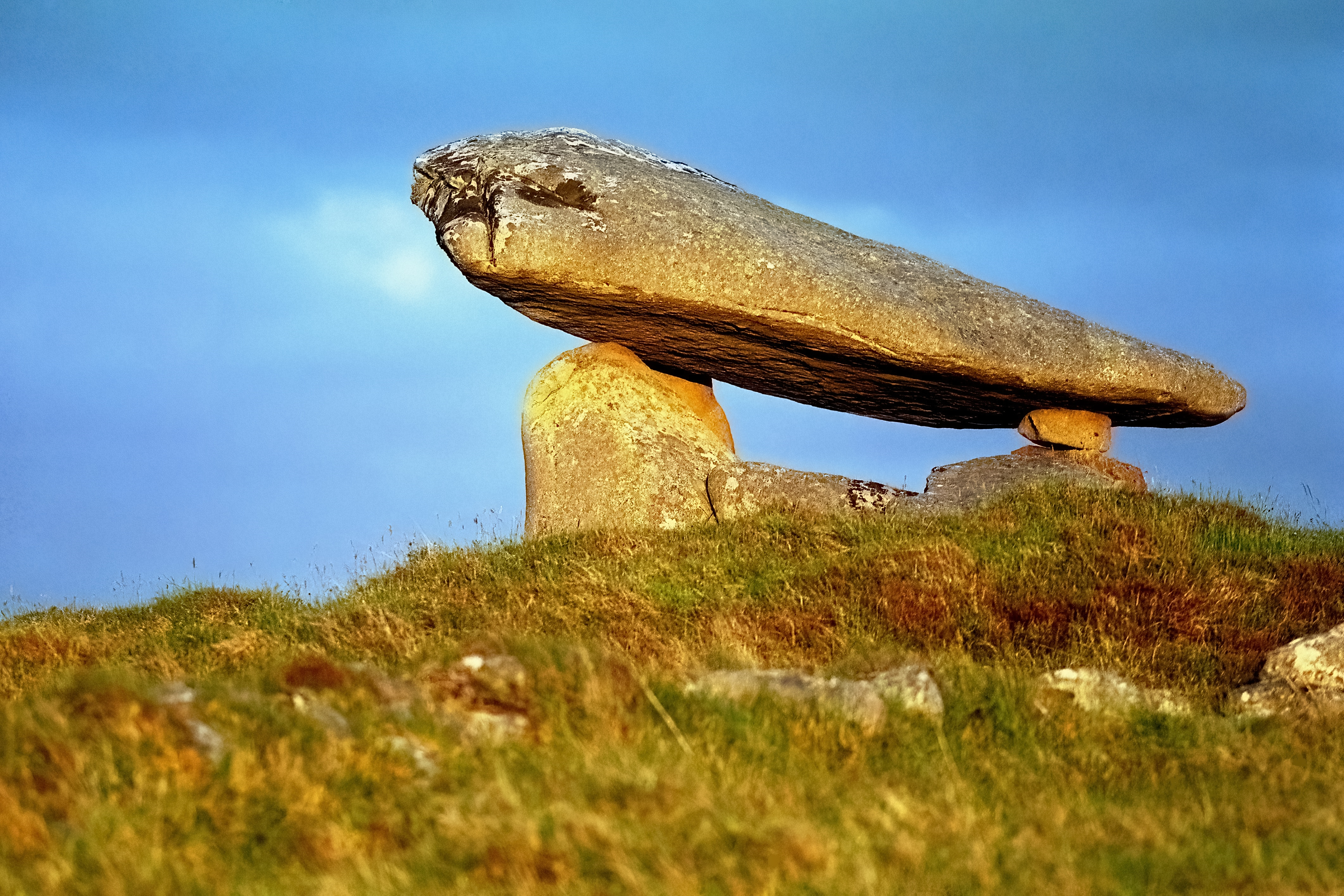
Kilclooney More dolmen near Ardara, County Donegal, Ireland
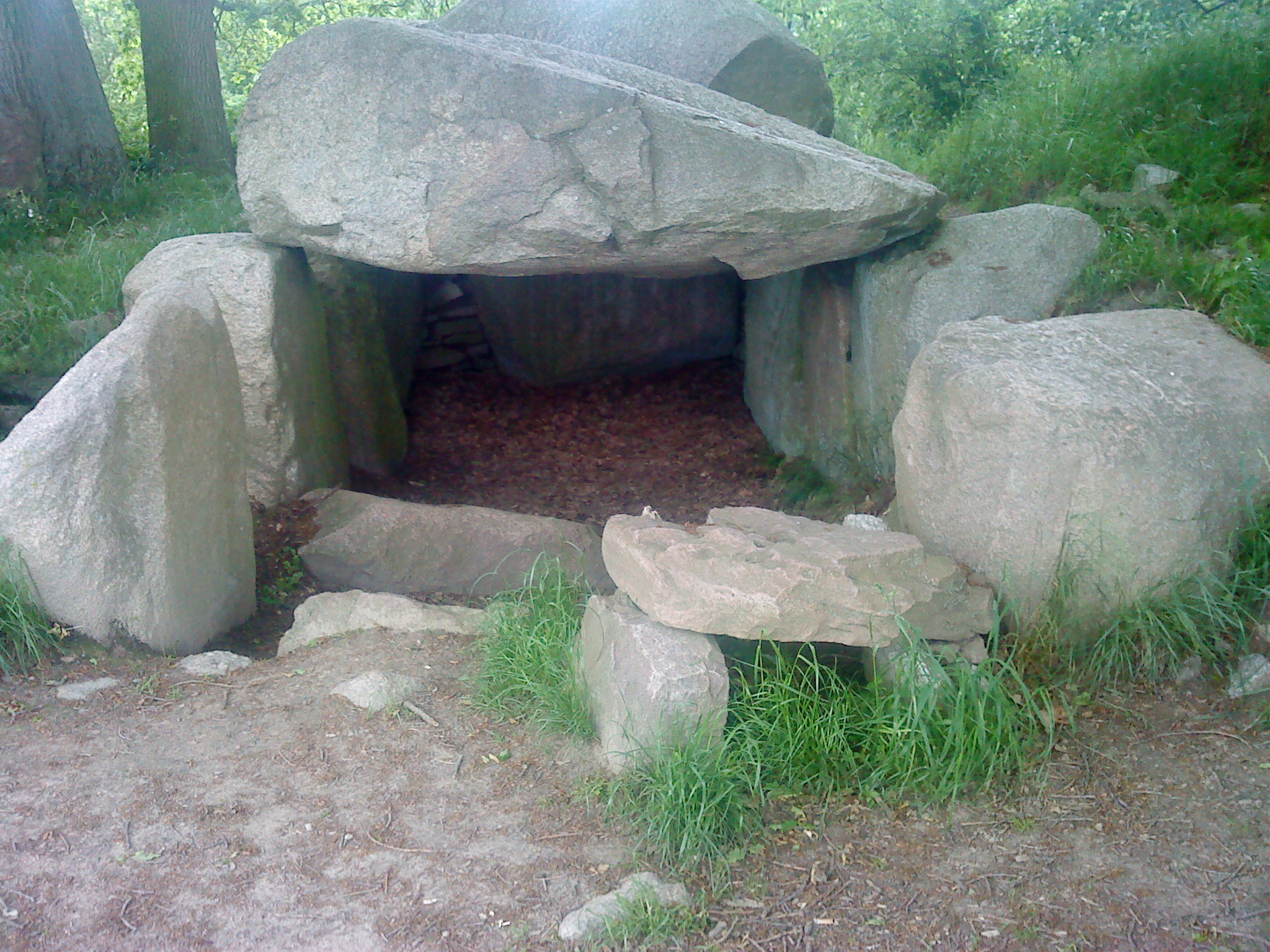
Lancken-Granitz dolmen, Germany
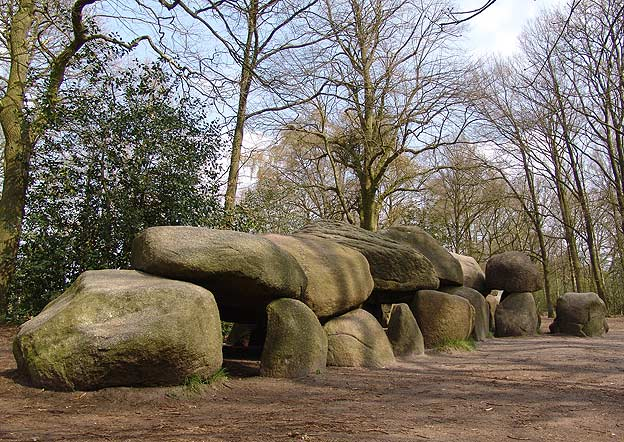
T-shaped Hunebed D27 in بورخر- أودورن, Netherlands
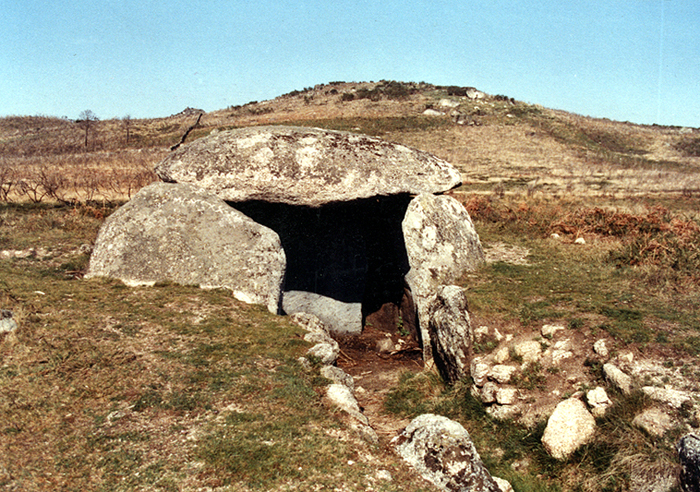
Dólmen da Aboboreira, Baião, Portugal
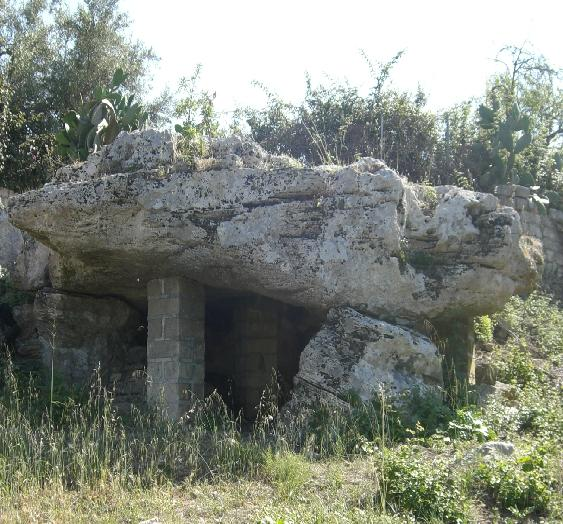
Dolmen of Avola, Sicily
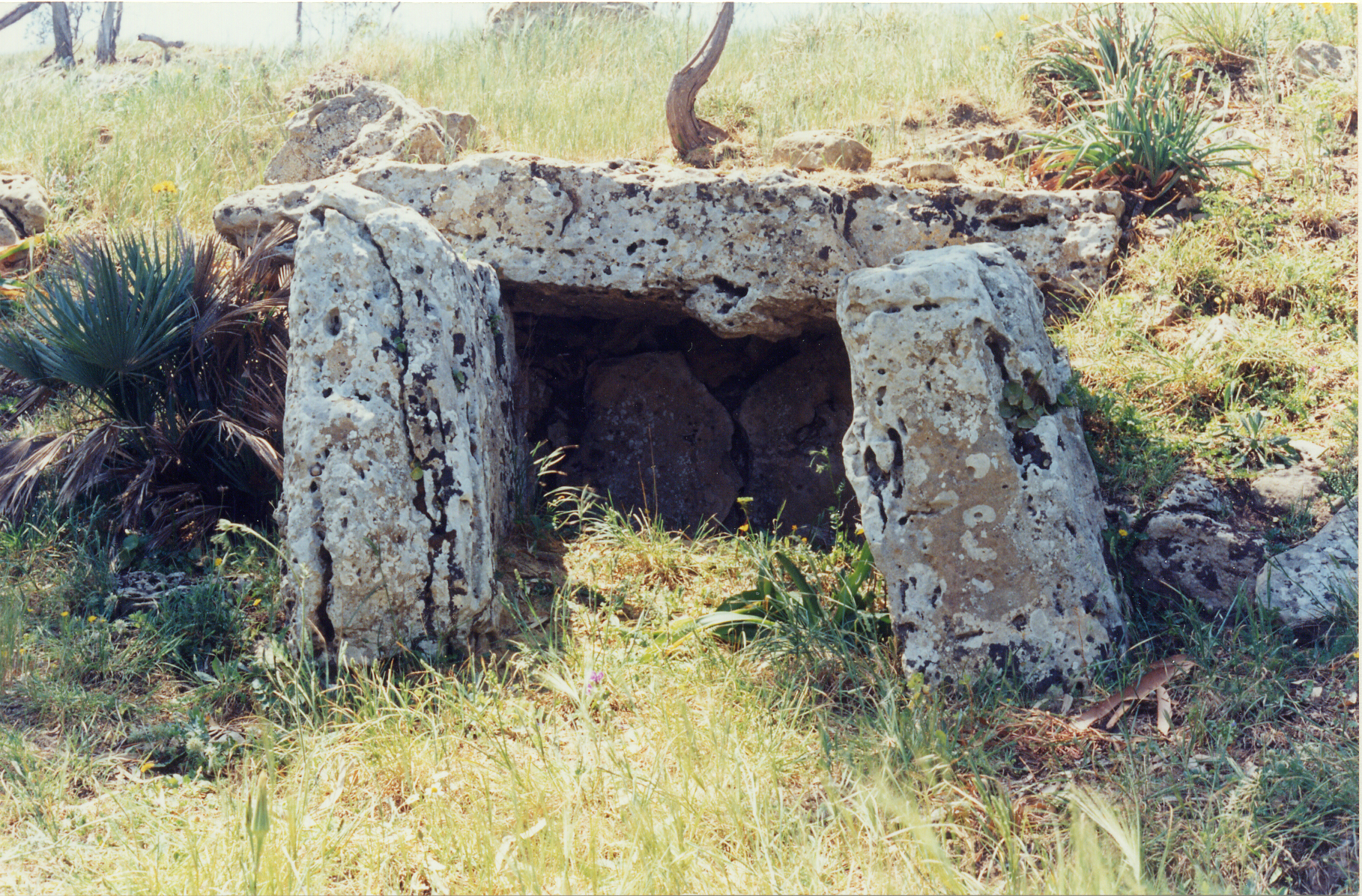
Dolmen of Monte Bubbonia, Sicily
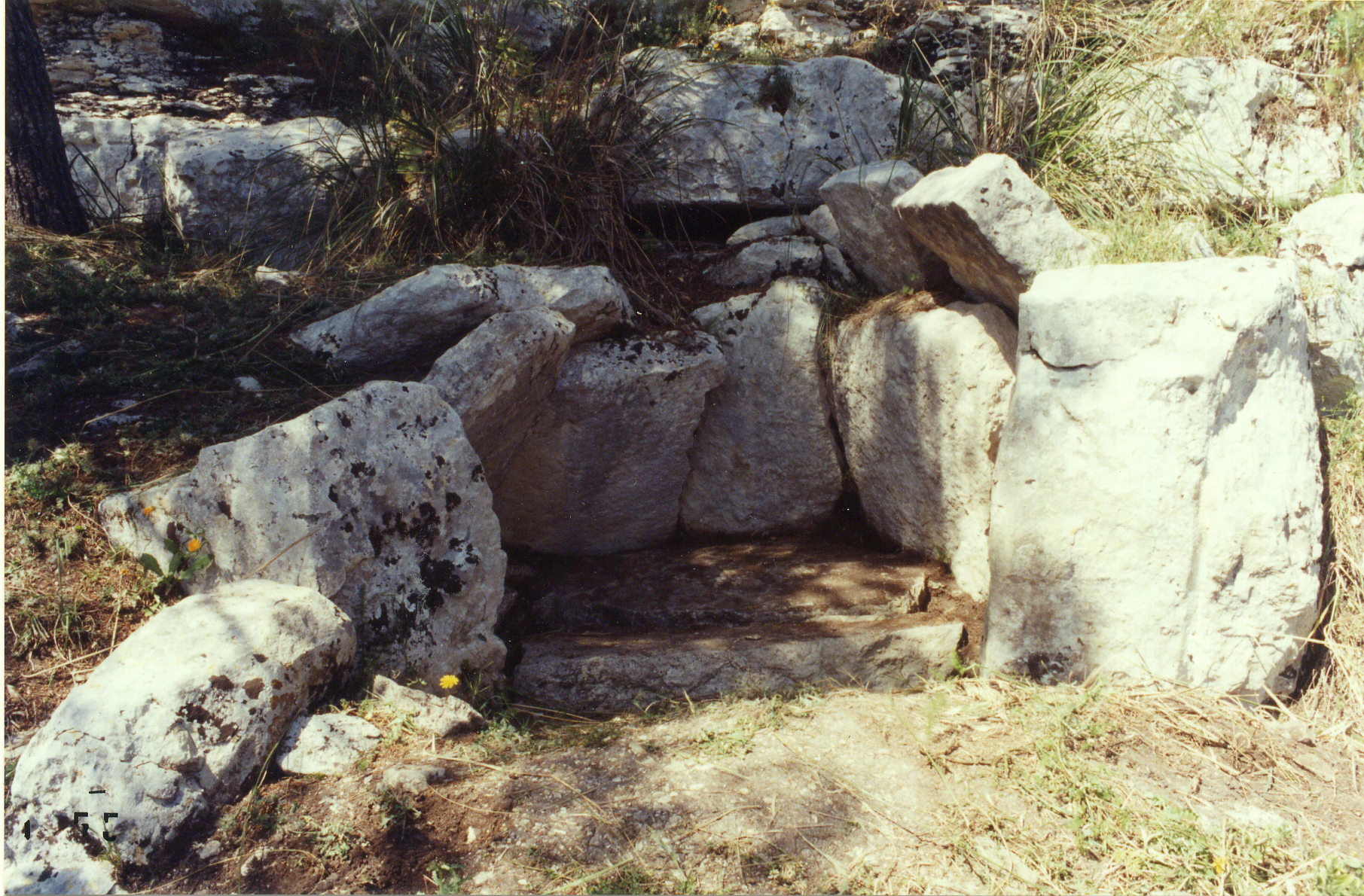
Dolmen of Cava dei Servi, Sicily
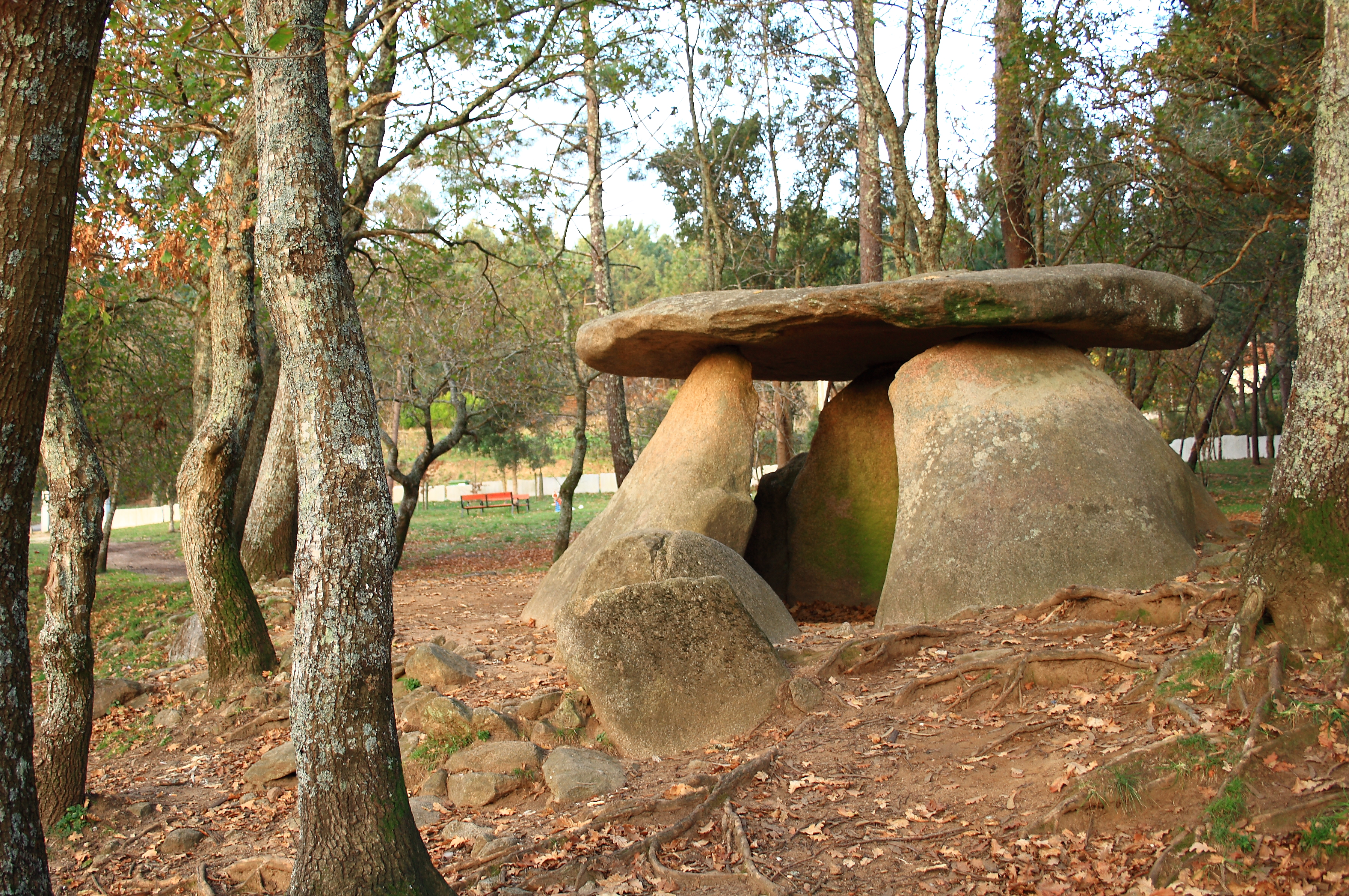
Dolmen of أوليروس (لا كرونيا), Galicia
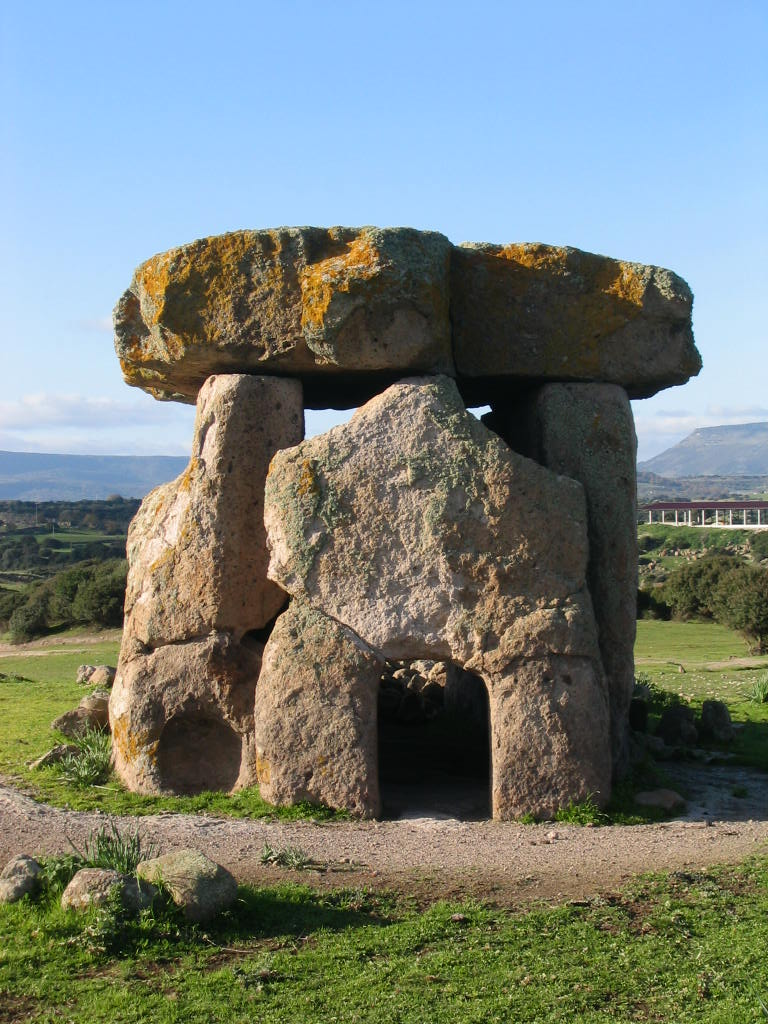
Dolmen Sa Coveccada, موريس

## الروابط الخارجية
- World heritage site of dolmen in Korea
- Piccolo, Salvatore. "Dolmen." Ancient History Encyclopedia.
- The Megalithic Portal and Megalith Map
- Dolmen Museum in Italian and English
- Goindol: Dolmen of Korea
- Research Centre of Dolmens in Northeast Asia نسخة محفوظة 14 يناير 2009 على موقع واي باك مشين.
- Poulnabrone Dolmen in the Burren, County Clare, Ireland
- "Dolmen (Goindol) sites in Korea". مؤرشف من الأصل في 2021-01-24. on يونسكو's موقع تراث عالمي.
- Jersey Heritage Trust نسخة محفوظة 16 يناير 2008 على موقع واي باك مشين.
- Dolmen Pictures by Robert Triest.